# Eerste Slag bij Lexington

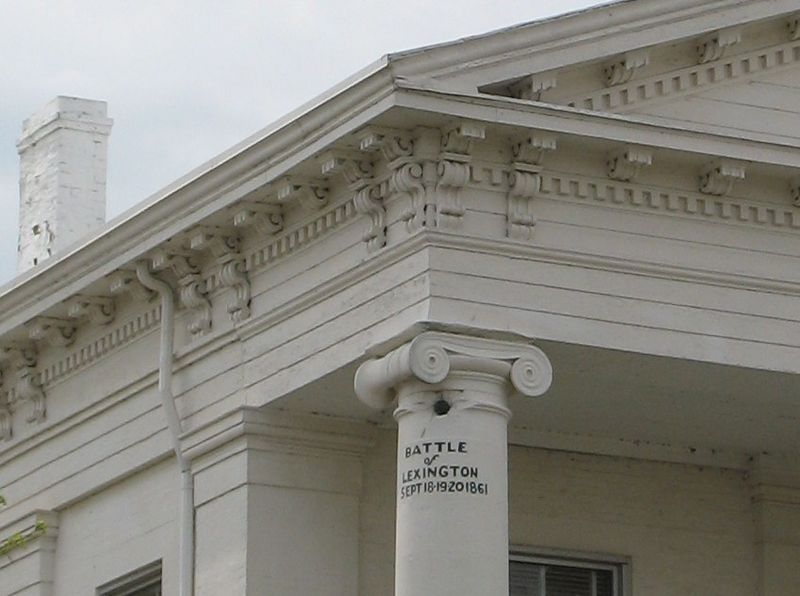
Het gerechtshof van Lexington heeft nog een kanonskogel in een pilaar

De Eerste Slag bij Lexington vond plaats tussen 13 september en 20 september 1861 in Lafayette County, Missouri. Een andere naam is de Slag bij the Hemp Bales.
Na de overwinning in de Slag bij Wilson's Creek rukten de Zuidelijke troepen onder leiding van generaal-majoor Sterling Price op naar Lexington. De stad werd verdedigd door 3500 Noordelijke soldaten onder leiding van kolonel James A. Mulligan. Op 13 september, net ten zuiden van de stad, werden de eerste schoten gelost tussen Price’ soldaten en de Noordelijke voorposten. De Noordelijken werden teruggedrongen naar hun versterkte posities rond de stad.
Price wachtte op zijn versterkingen, munitiewagens en andere voorraden voor hij een aanval zou uitvoeren op de versterkingen rond Lexington. Op 18 september gaf Price het bevel tot de bestorming. De Missouri State Guard viel de Noordelijken aan onder zwaar artillerievuur en slaagden erin de Noordelijken terug te dringen. Op 19 september consolideerden de Zuidelijken hun posities en bereidden hun volgende aanval voor. In de vroege ochtend van 20 september rukten de Zuidelijken op achter mobiele verdedigingswerken van henneptouw. Rond 14.00 uur hadden de Noordelijken zich overgegeven en hun posten ontruimd.
Omdat deze slag voornamelijk van achter verdedigingswerken uitgevochten werd vielen er relatief weinig slachtoffers. Price werd geconfronteerd met 120 doden en gewonden. De Noordelijken verloren ongeveer 150 soldaten en het volledig garnizoen werd afgevoerd in krijgsgevangenschap. Bijna alle soldaten werden vrijgelaten door Price, uitgezonderd kolonel Mulligan. Hij weigerde om vrijgelaten te worden.